# 橋口慎介
橋口慎介（はしぐち しんすけ、1975年〈昭和50年〉3月31日 - ）は、日本中央競馬会(JRA)・栗東トレーニングセンター所属の調教師。主な管理馬はグレイスフルリープ、レーヌブランシュ、セイウンハーデスなど。滋賀県出身。アイルランドのリムリック大学馬科学科卒業。池添兼雄厩舎では2000年から2014年まで調教助手を務め、プライドキムなどを担当。2014年12月、調教師試験に合格。開業までは角居勝彦厩舎や父である橋口弘次郎の厩舎で技術調教師を務めた。引退した父の厩舎を引き継ぐ形で2016年3月に橋口慎介厩舎を開業。

## 来歴

### 生い立ち・学生時代
1975年（昭和50年）3月31日、滋賀県生まれ。1971年から栗東の吉永猛厩舎に勤めていた橋口弘次郎の長男として生まれる。父の実弟はJRA騎手となる橋口満朗。弟2人と年の離れた妹がいる。1980年（昭和55年）に父・弘次郎は調教師免許を取得。小学生の時に父は厩舎を開設し、父とともに慎介らもそこに住んでいたという。学校ではトレセン関係者の子どもが多かったこともあり、中学3年時に友人と競馬学校の騎手課程を受験。視力が足りずに不合格となるが、将来調教師になることを決意する。高校では馬術部に所属していたという。
高校卒業後はアイルランドに渡り、馬上訓練や厩舎研修も行うリムリック大学馬科学科に進学。海外留学には父・弘次郎の「英語も話せないといけない時代になってくる」という考えがあった。大学ではエイダン・オブライエンといった調教師から学ぶ機会や、厩舎研修の時期にノーザンファームへ行く機会があったという。1999年（平成11年）10月、JRA競馬学校の厩務員課程に入学。

### 池添兼雄厩舎時代

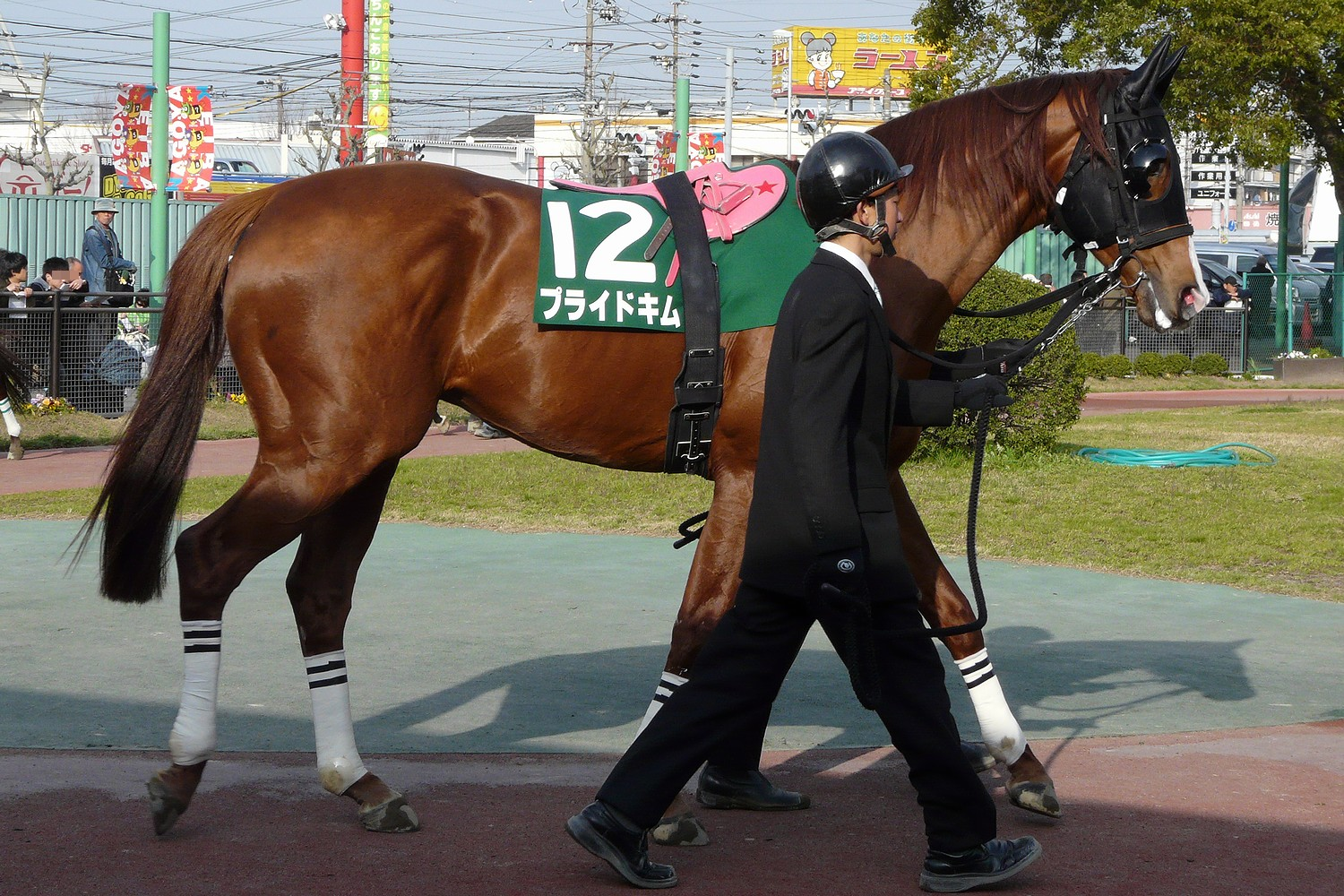
プライドキム（2010年）- 2006年で中央競馬を引退。厩舎を移転して地方競馬に活躍の場を移した。

2000年（平成12年）4月に栗東・池添兼雄厩舎の厩務員となる。当時は父・弘次郎の厩舎に空きがなく、父やスタッフがやりづらくなることを懸念して父以外の厩舎を選んだという。同年11月より池添厩舎の調教助手。持ち乗り助手として全日本2歳優駿を制したプライドキムなどを担当した。2014年2月からは攻め専助手を務めた。池添厩舎ではやりたいことを全て任せてくれたため、試行錯誤を経て成功体験を積むことができたと振り返っている。
海外レースへの出走に憧れがあったといい、父・弘次郎が管理するハーツクライのドバイシーマクラシック遠征（1位）やキングジョージ遠征（3位）も見に行ったという。父の管理馬であるワンアンドオンリーが2014年（平成26年）にダービー制覇した際も現地に駆け付けている。父の定年が近いことや当時同僚の池添学らの受験が契機となり、調教師試験を受験。2度目の挑戦で2014年12月に合格する。

### 技術調教師時代
2015年（平成27年）3月から7月までは、角居勝彦厩舎で技術調教師を務める。同年3月にワンアンドオンリーがドバイシーマクラシックに遠征した際には慎介も父・弘次郎に帯同し、体調不良になった父の代理で臨場を担当したという。同年10月からは父の厩舎で技術調教師を務める。父の体調不良もあり、事務的なことやメディア対応を任されたという。また、弘次郎の通算1000勝を目指して厩舎が一丸になっていた（最終的に歴代16位となるJRA991勝を挙げ、地方や海外を加えると1006勝に達した）。

### 調教師時代（橋口慎介厩舎）
2016年（平成28年）3月1日、前月限りで定年を迎えた父・弘次郎のスタッフや馬を多く引き継ぎ、栗東トレーニングセンターに自身の厩舎を開業した（「厩舎の系譜と特色」節も参照）。同月5日、阪神競馬場第7レース（4歳上500万下）をミカエルシチーで制し、初出走から2戦目で初勝利を挙げた。この勝利を含め、デビュー週には全3勝を挙げている。また、同年3月27日のドバイシーマクラシックにはワンアンドオンリーで遠征している（結果は5着）。

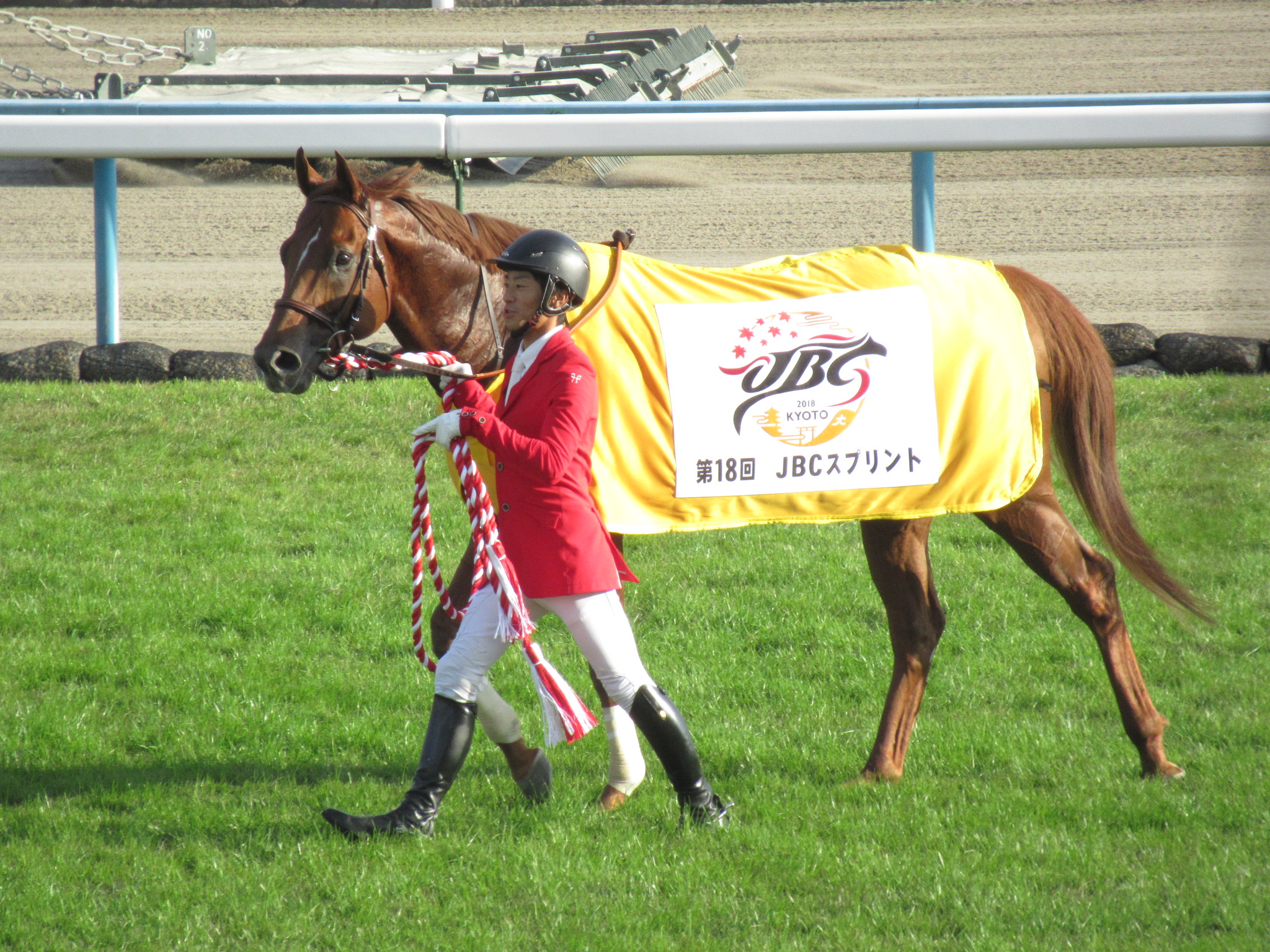
グレイスフルリープ（2018年）

2016年8月18日、グレイスフルリープでJpnIIIのサマーチャンピオンを制し、開業後初の地方参戦で重賞初制覇を飾る。2017年（平成29年）9月10日には同馬で韓国GIのコリアスプリントを制する。2018年（平成30年）11月4日、京都競馬場で開催されたJBCスプリントをグレイスフルリープで制し、中央で初の重賞・交流GI（JpnI）初制覇を果たす。2020年（令和2年）にはレーヌブランシュで関東オークスを制覇。
2021年（令和3年）4月11日には新潟第4Rをレディアリエスで勝利し、JRA通算100勝を達成。さらに同年10月にはレーヌブランシュでレディスプレリュードを制し、同年はこれまでで最多となるJRA27勝、地方1勝の年間28勝を達成している。2022年（令和4年）の第89回東京優駿では、プリンシパルステークスを制したセイウンハーデスでダービーに初挑戦している（結果は11位）。
2023年（令和5年）にはセイウンハーデスで七夕賞を制し、芝のJRA重賞を初制覇。橋口はJRAの重賞としては2勝目であり、7月30日時点で2023年度リーディングトレーナー（全国）の7位になった。セイウンハーデスは屈腱炎のため同年の新潟記念を出走回避したものの、同年10月にはアーテルアストレアでレディスプレリュードを制覇した。
2025年5月11日、NHKマイルカップをパンジャタワーで制し、JRA・G1初勝利。父の弘次郎も2006年にロジックで勝っており、調教師として同競走初の父子制覇を飾った。

## 人物
厩舎服は濃い緑で胸に3つの星があるデザイン。調教師としてダービー（東京優駿）出走・勝利を目指す。「馬の走る気持ち」を重視しており、「誰もいなくなった後の静かな厩舎」では馬が自然な状態で一番状態が分かると語っている。父・橋口弘次郎が毎晩馬を観察していたことから、厩務員が帰宅後に馬を見て回っているという。また、育成牧場とのコミュニケーションも重視しているといい、ノーザンファーム、ノースヒルズなどの育成牧場と付き合いがある。
2016年には理想の競走馬として持ち乗り助手時代のプライドキムを挙げ、素直で扱いやすく乗りやすい「競走馬として欠点が全くないような馬」だったと語っている。ケンタッキーダービー挑戦が計画されたこともあり、海外遠征の夢を見させてくれた思い出もあるという。苦労した馬としては、父・弘次郎の厩舎から引き継いだダービー馬・ワンアンドオンリーを挙げている。力のある馬でありながら結果を出せず、その後悔から馬の気持ちや「心身のバランスの重要性」をより重視するようになったという。

## 厩舎の系譜と特色
父・橋口弘次郎の厩舎からはワンアンドオンリーやグレイスフルリープ、レッドアリオン、クラレントなどの競走馬を引き継いだ。スタッフの2名は他へ移籍して1名移籍してきたが、他のスタッフを引き継いでいる。開業後は父の厩舎とは飼い葉も変え、坂路主体だった父に対し、角馬場での準備運動やコースでの追い切りを増やしているという。また、自分の担当馬だけでなく厩舎全員で全ての馬を見るシステムになっており、馬房前には情報を共有するホワイトボードも置かれている。2022年時点でスタッフは12名。
父の開業当初から在籍してダンスインザダークなどを担当した池平勉や、ワンアンドオンリーなどを担当した甲斐純也を始めとしたスタッフも引き継いだ。慎介はスタッフには子供の頃から知られていたため開業当初は「慎介」と呼ばれていたが、騎手の小牧太の提案で「慎ちゃん」と呼ばれるようになったという。SNSで担当馬の情報発信をしたり、馬房のネームプレートやゼッケンに馬を表すイラストを描いて楽しみながら仕事をする調教助手もいる。常石勝義によると弘次郎時代の厩舎は「ギスギス感はなくほっこり和やかムード」で、慎介厩舎の開業後についても小牧太は「和気あいあいとしたいい雰囲気」と語っている。

## 調教師成績
|            | 日付          | 競馬場・開催   | 競走名                         | 馬名               | 頭数 | 人気 | 着順 | 出典                 |
| ---------- | ------------- | -------------- | ------------------------------ | ------------------ | ---- | ---- | ---- | -------------------- |
| 初出走     | 2016年3月5日  | 1回小倉7日4R   | 3歳未勝利                      | オールスマイル     | 16頭 | 5    | 9着  | [ 2 ] [ 63 ]         |
| 初勝利     | 2016年3月5日  | 1回阪神3日8R   | 4歳上500万下                   | ミカエルシチー     | 16頭 | 1    | 1着  | [ 29 ] [ 2 ] [ 64 ]  |
| 重賞初出走 | 2016年4月3日  | 3回中山4日11R  | ダービー卿チャレンジトロフィー | クラレント         | 16頭 | 11   | 14着 | [ 37 ] [ 65 ]        |
| 重賞初勝利 | 2016年8月18日 | 10回佐賀3日10R | サマーチャンピオン             | グレイスフルリープ | 12頭 | 1    | 1着  | [ 33 ] [ 34 ] [ 66 ] |
| GI初出走   | 2016年6月5日  | 3回東京2日11R  | 安田記念                       | クラレント         | 12頭 | 10   | 8着  | [ 37 ] [ 67 ]        |
| GI級初勝利 | 2018年11月4日 | 5回京都2日10R  | JBCスプリント                  | グレイスフルリープ | 16頭 | 4    | 1着  | [ 5 ] [ 4 ] [ 68 ]   |
| GI初勝利   | 2025年5月11日 | 2回東京6日11R  | NHKマイルカップ                | パンジャタワー     | 18頭 | ９   | 1着  |                      |

- 橋口慎介の年度別成績（netkeiba.com）を参照

## 主な管理馬
※括弧内は当該馬の優勝重賞競走、太字はGI級競走
- グレイスフルリープ（2016年サマーチャンピオン、2017年兵庫ゴールドトロフィー、2018年東京スプリント、JBCスプリント）[4][5][69]
- レーヌブランシュ（2020年関東オークス、2021年レディスプレリュード）[6][7][70]
- セイウンハーデス（2023年七夕賞、2025年エプソムカップ）[8][9][71]
- アーテルアストレア（2023年レディスプレリュード、2024年クイーン賞、スパーキングレディーカップ）[45][46][72]
- アルナシーム（2024年中京記念、2025年中山金杯）
- パンジャタワー（2024年京王杯2歳ステークス、2025年NHKマイルカップ）

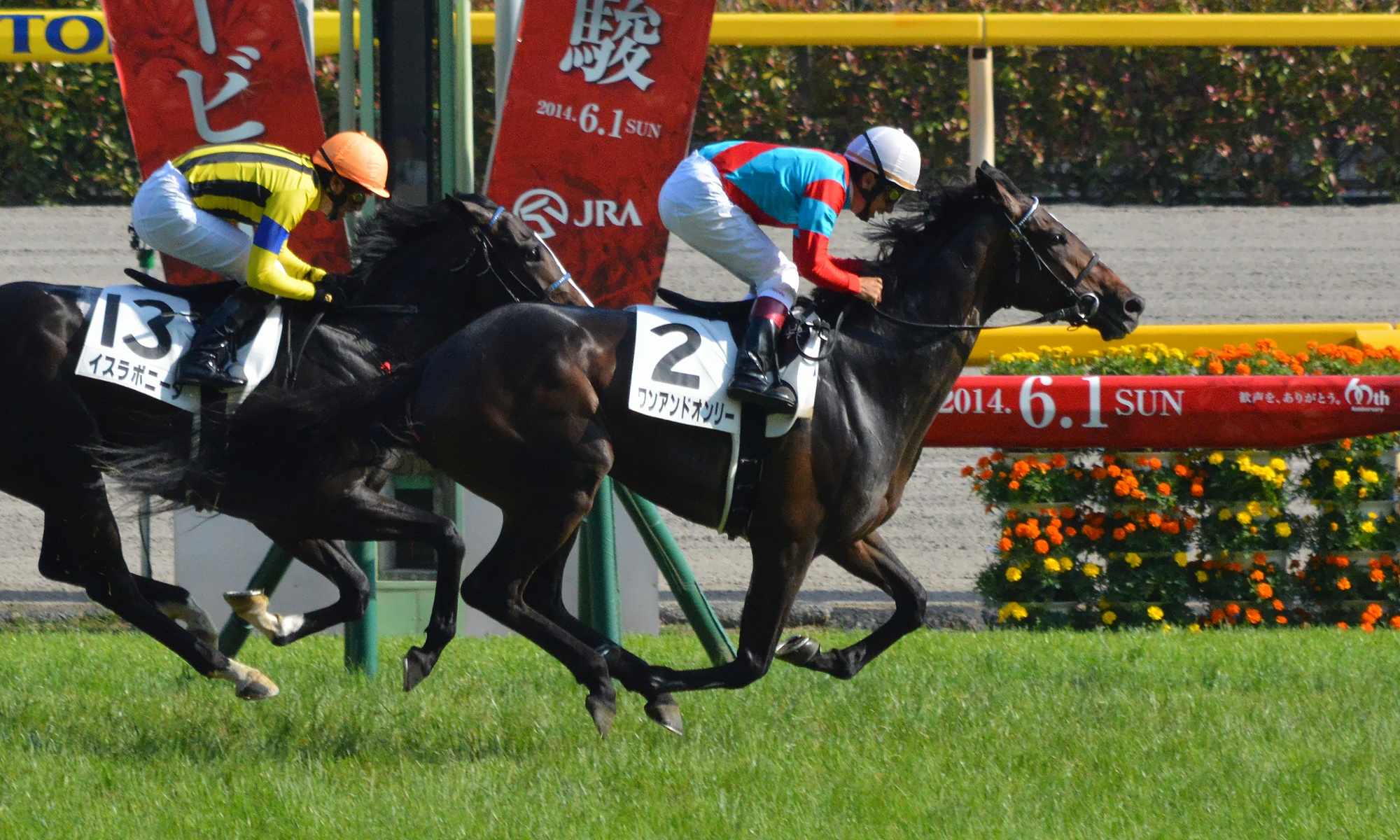
ワンアンドオンリー[注 13]
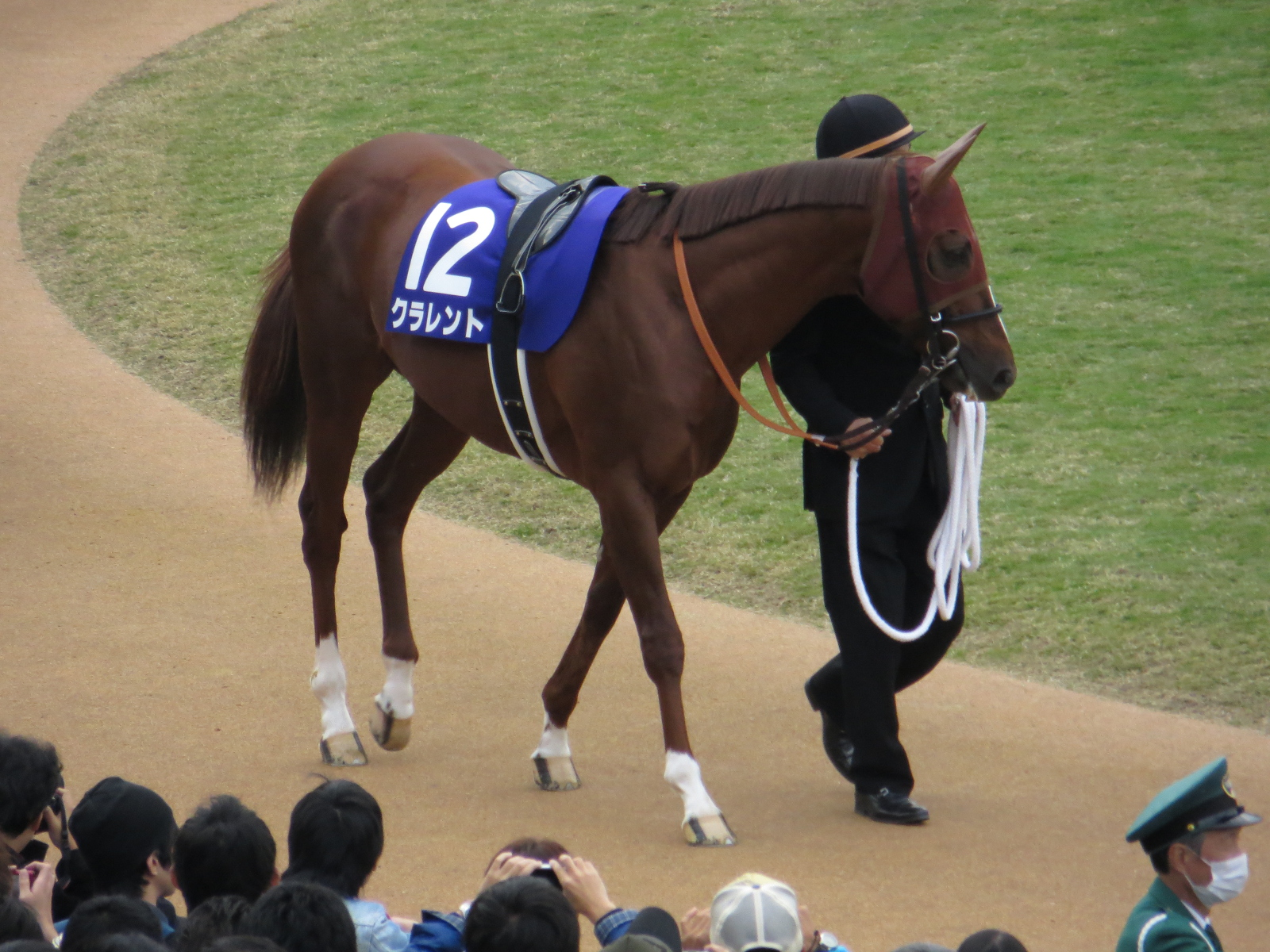
クラレント[注 14]
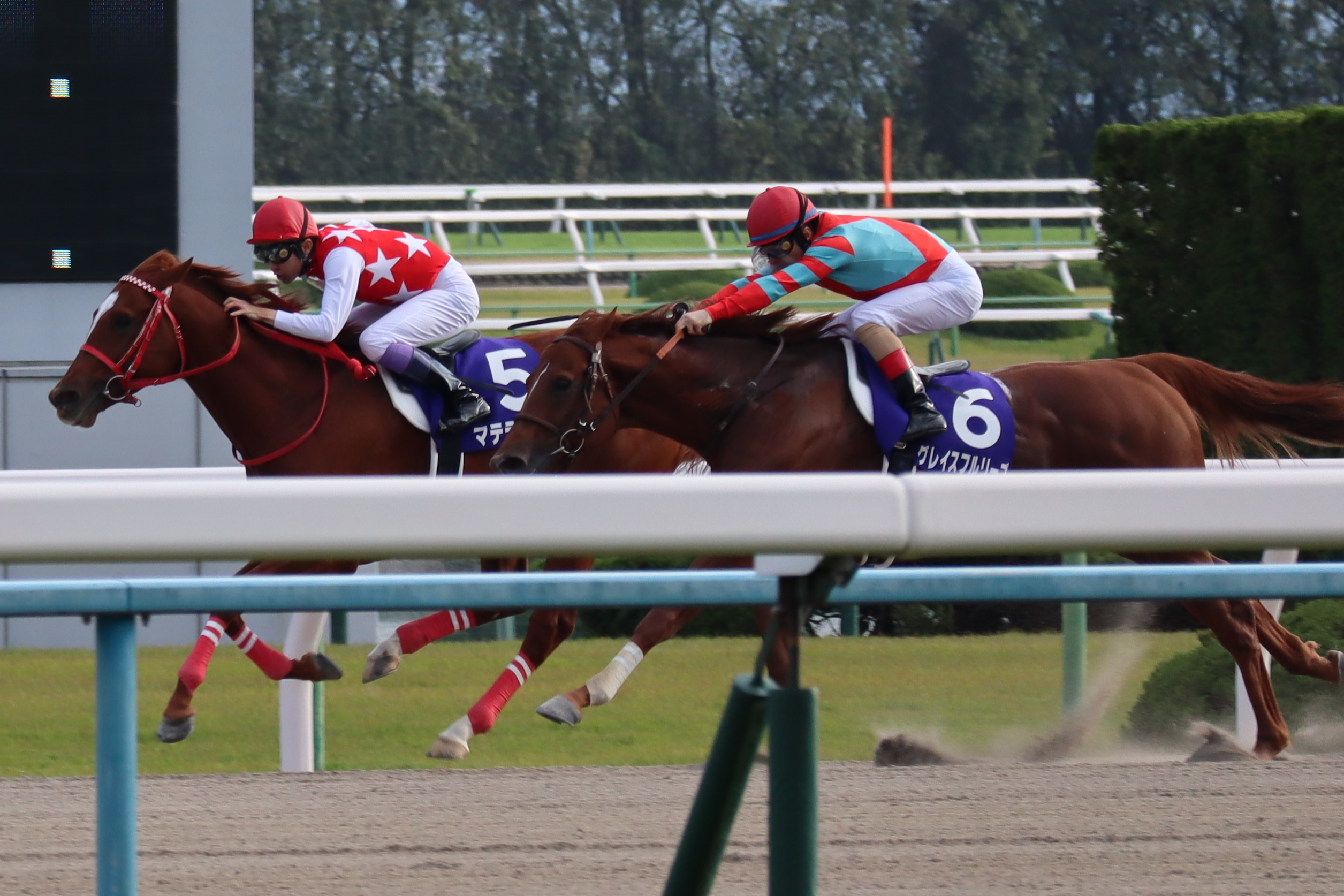
グレイスフルリープ[注 15]
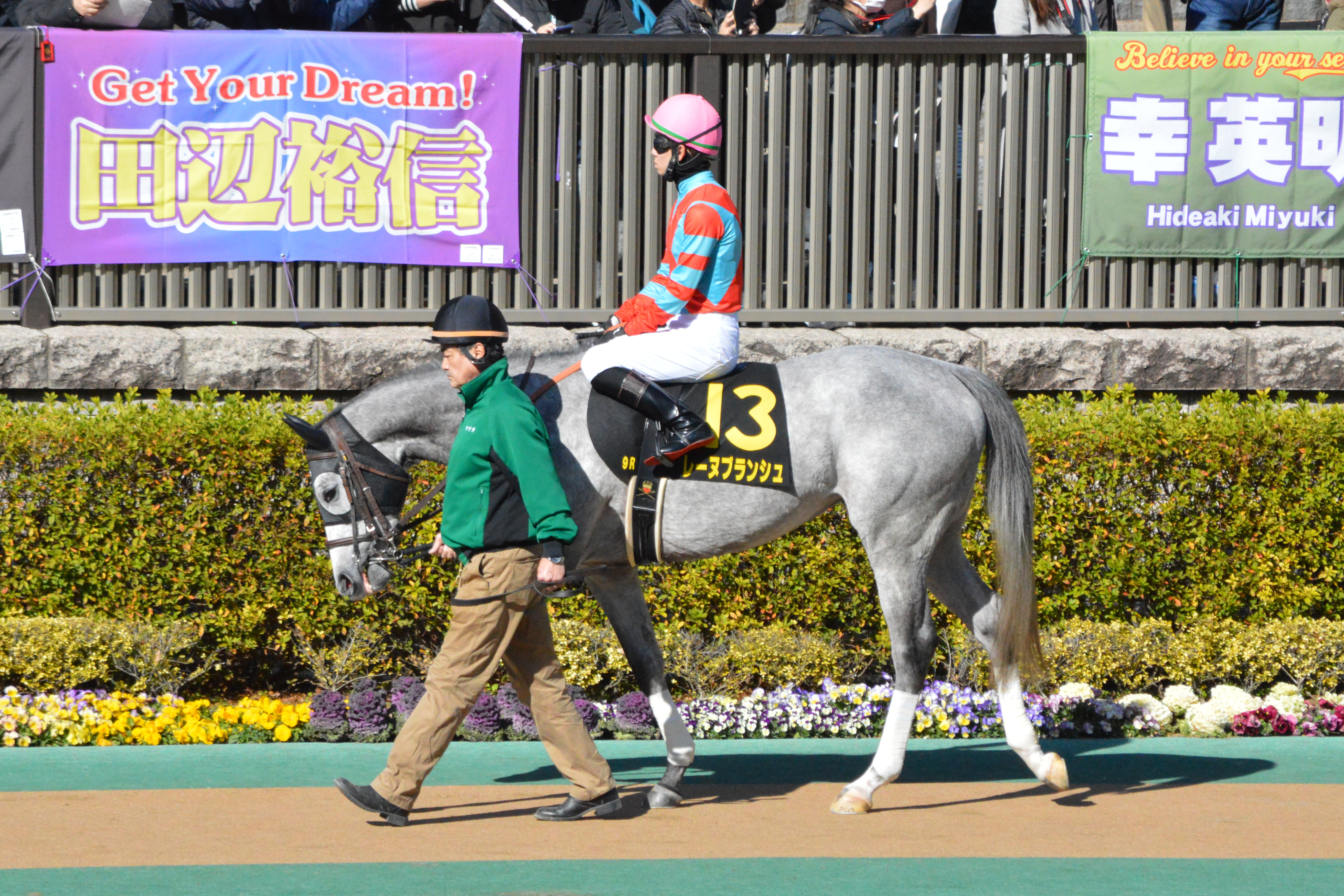
レーヌブランシュ[注 16]
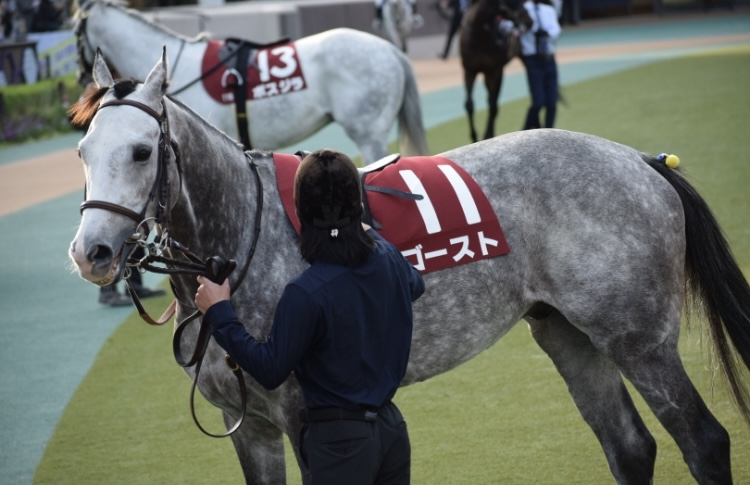
ゴースト[注 17]
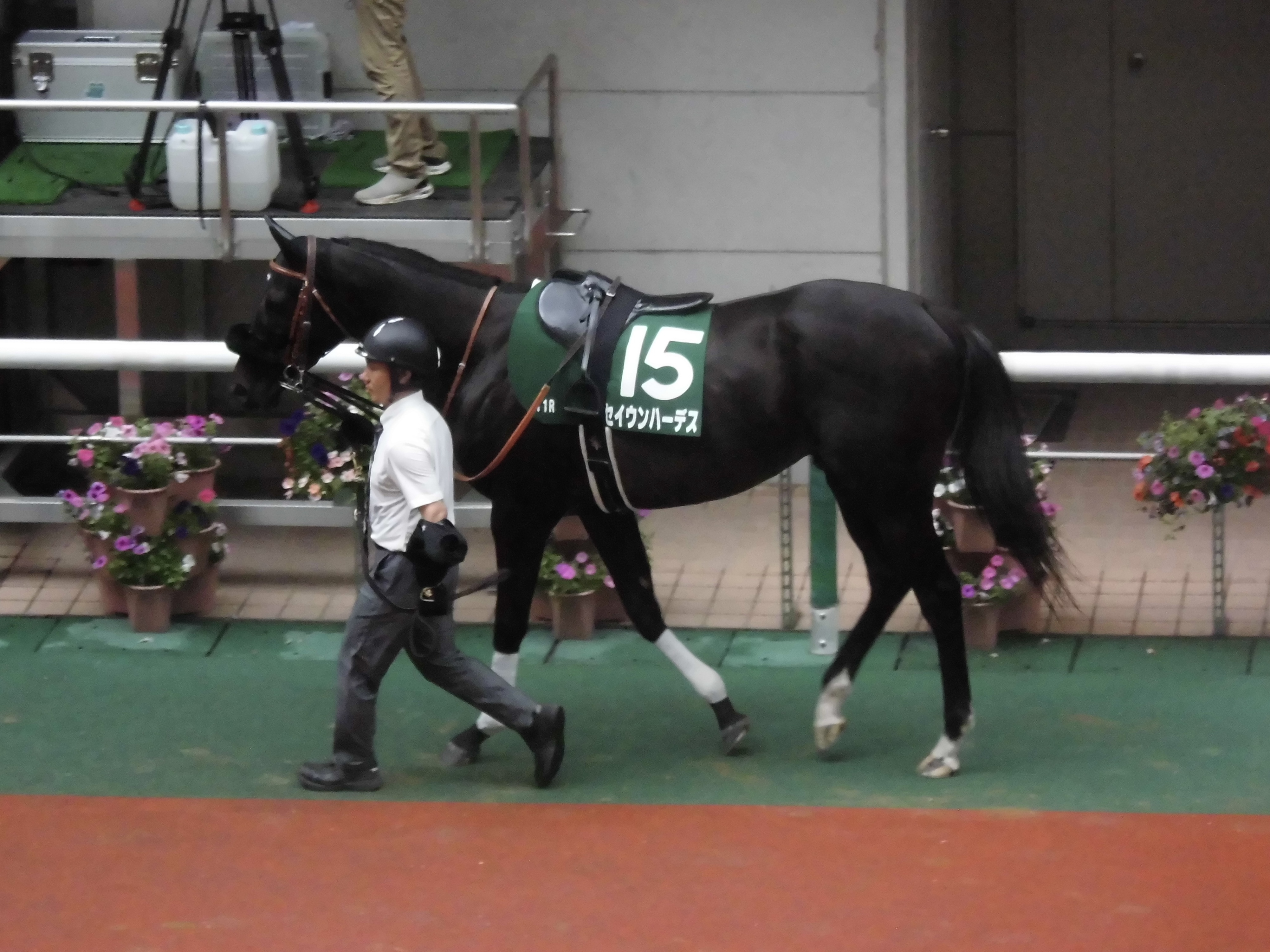
セイウンハーデス[注 18]
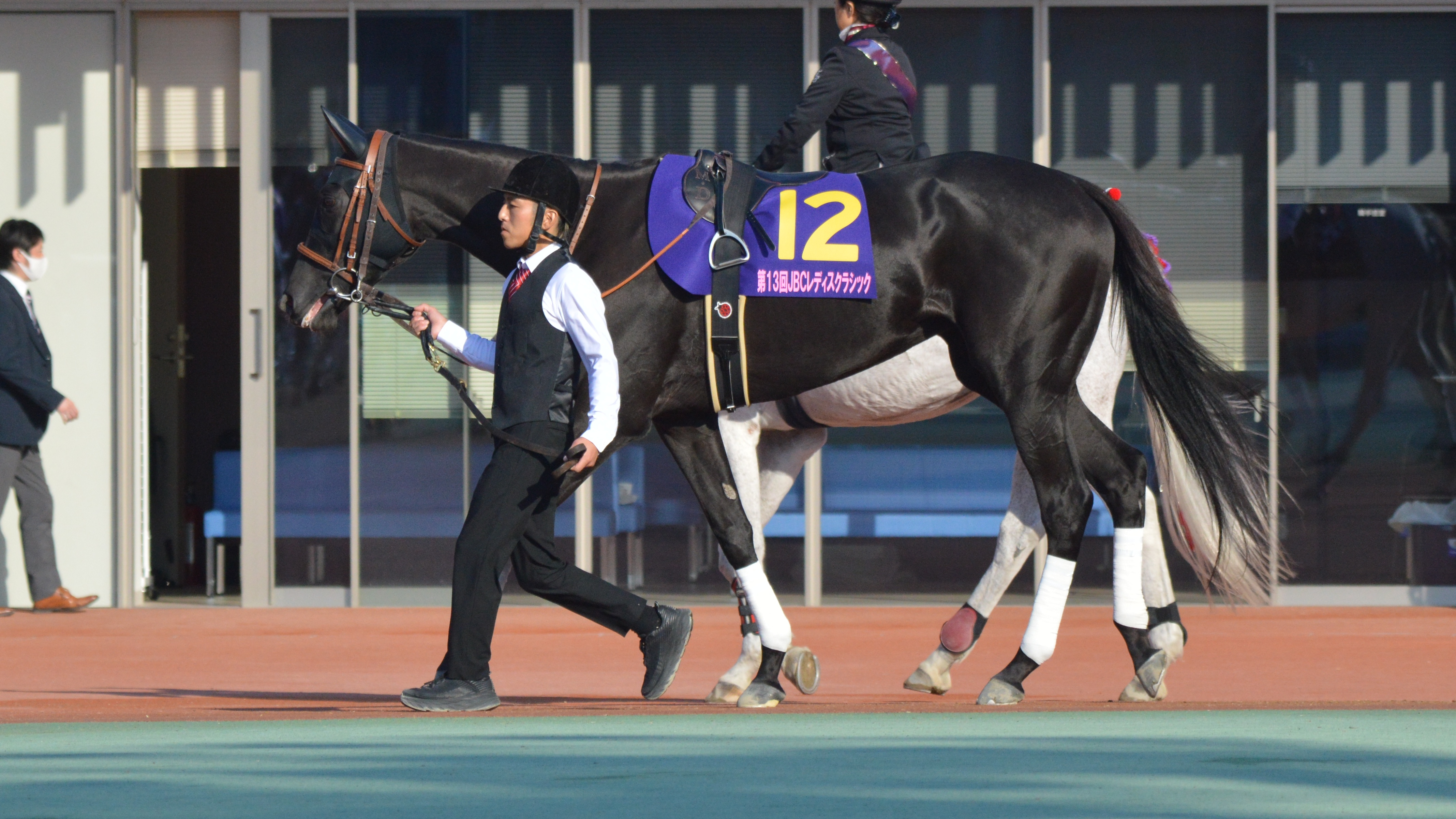
アーテルアストレア
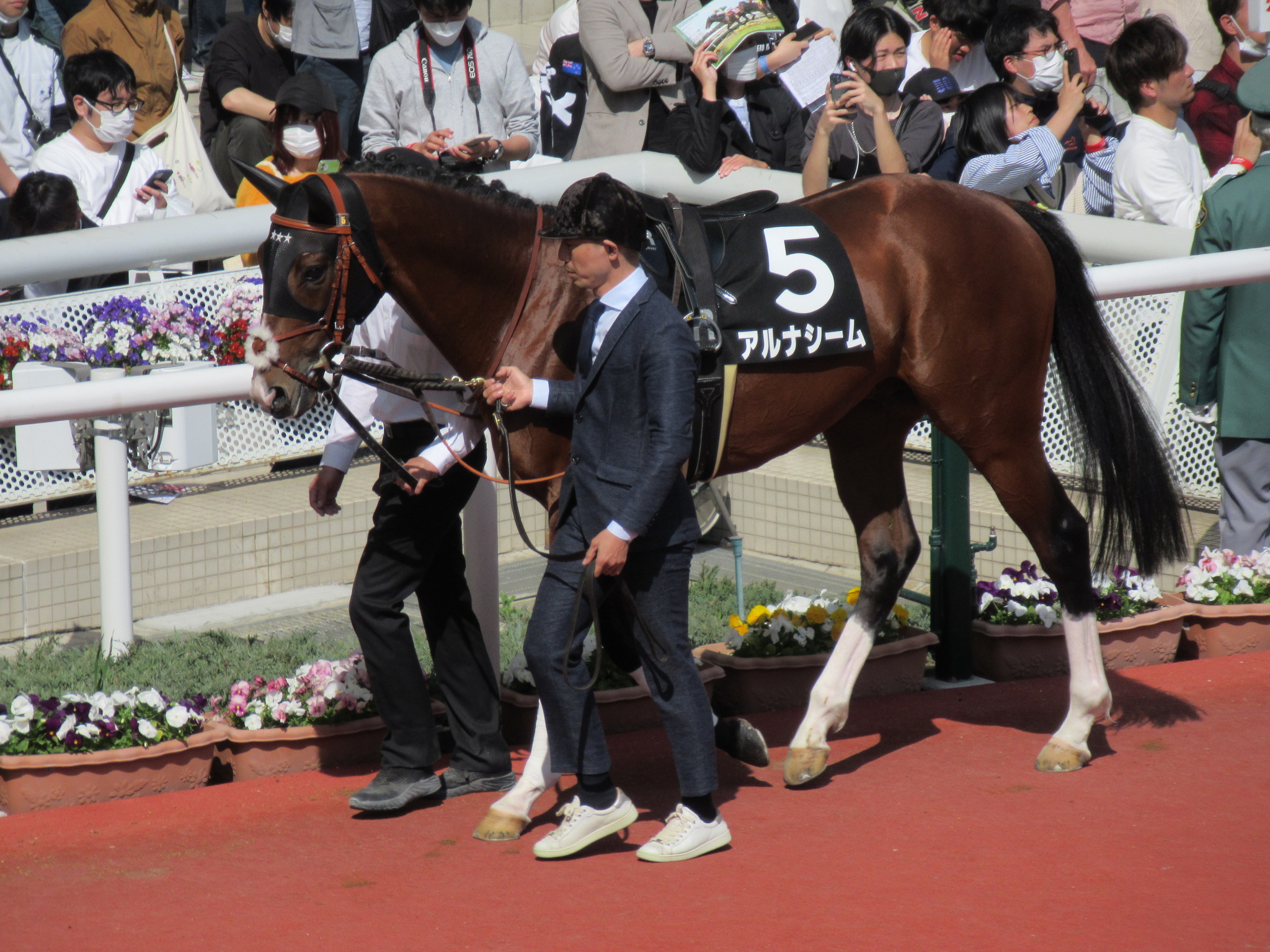
アルナシーム
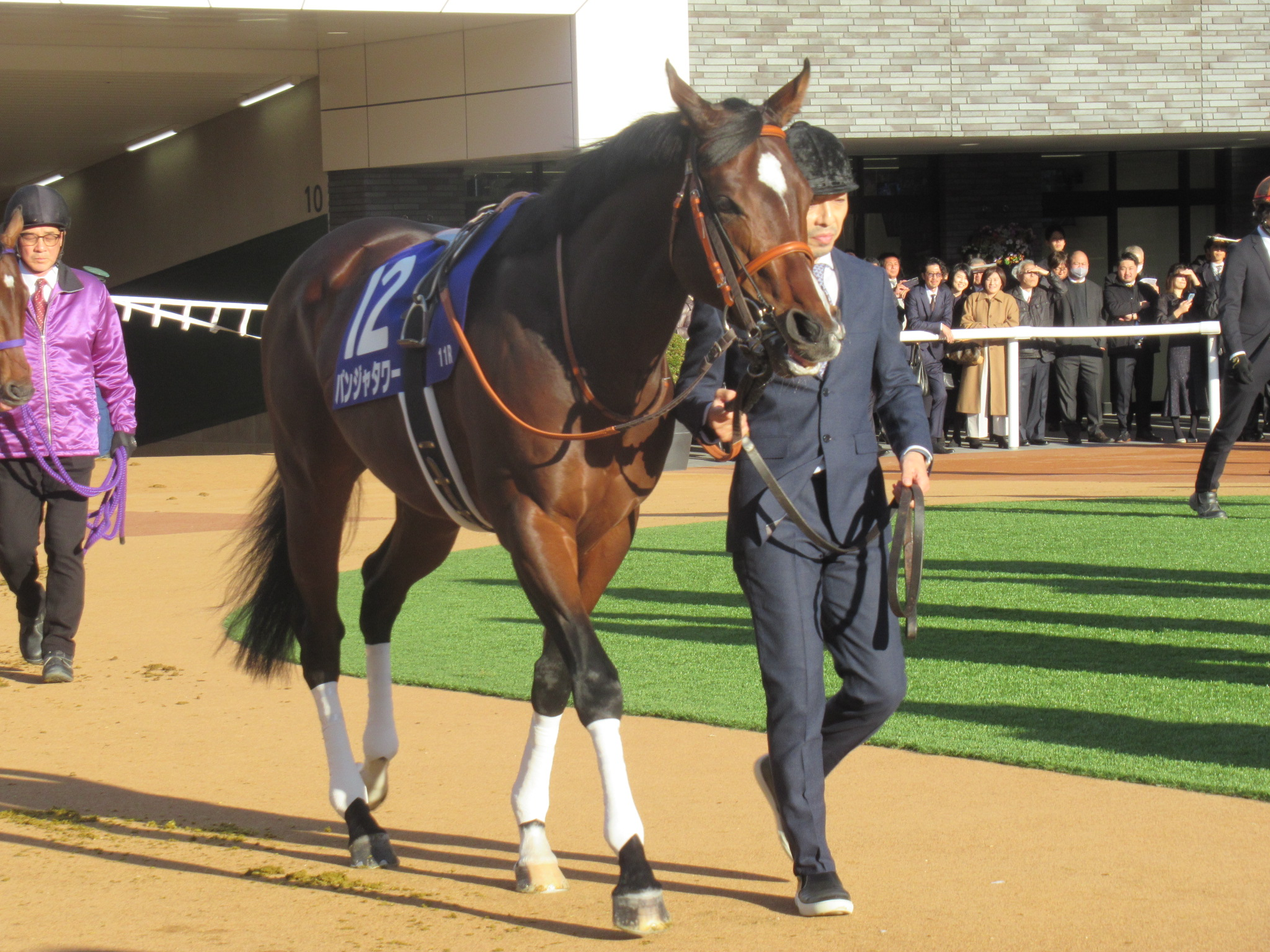
パンジャタワー